# Cyphostethus
Cyphostethus är ett släkte av insekter. Cyphostethus ingår i familjen kölskinnbaggar.
Släktet innehåller bara arten brokig enbärfis.